# 傍花站
傍花站（：／ Banghwa yeok */?）是首都圈電鐵5號線的起點車站，位於韓國首爾特別市江西區傍花洞。

## 車站構造
站體為2面3線雙島式月台的地下車站，候車月台設有月台幕門，並有出口共4處。

### 月台配置
| 起終點站    |
| 下 \| 上 \| |
| ↓ 開花山    |

| 月台                                         | 路線             | 目的地   |
| -------------------------------------------- | ---------------- | -------- |
| 上行                                         | ●首都圈電鐵5號線 | 此站終着 |
| 中線                                         | ●首都圈電鐵5號線 | 此站終着 |
| 汝矣島、光化門、上一洞、河南黔丹山、馬川方向 | ●首都圈電鐵5號線 |          |
| 下行                                         | ●首都圈電鐵5號線 |          |

## 歷史
- 1996年3月20日：落成啟用。

## 車站周邊
- 國立國語院
- 金浦交通（朝鲜语：김포교통）終點站
- 傍新市場
- 傍花郵局
- 傍花1、3洞住民中心
- 傍花3洞治安中心
- 傍花119消防安全中心
- 傍花6洞綜合社會福祉館
- 傍元中學
- 三政中學
- 漢西高校
- 江西工業高校
- 傍花车辆基地

## 圖片

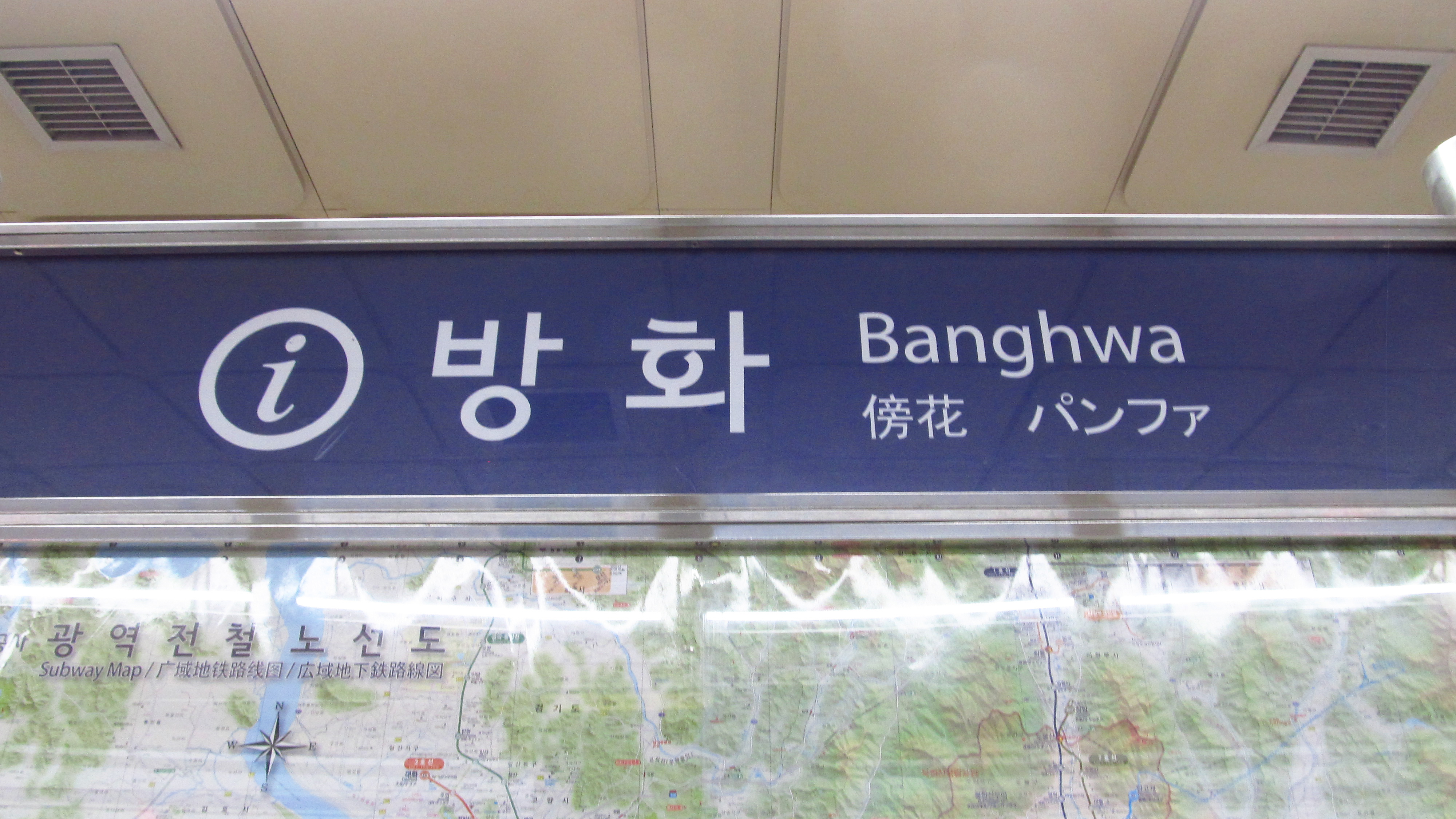
站名告示
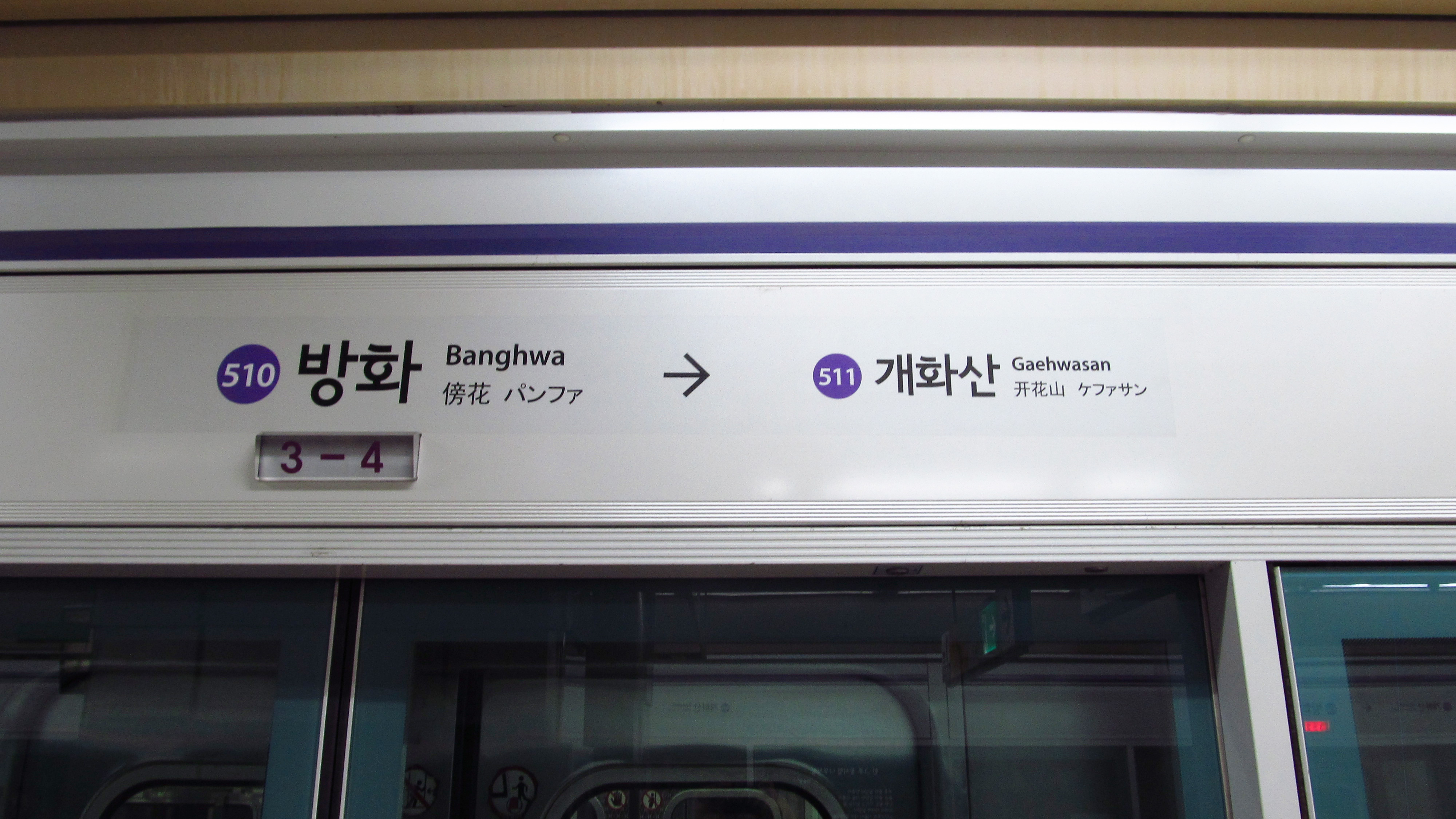
月台門資訊板
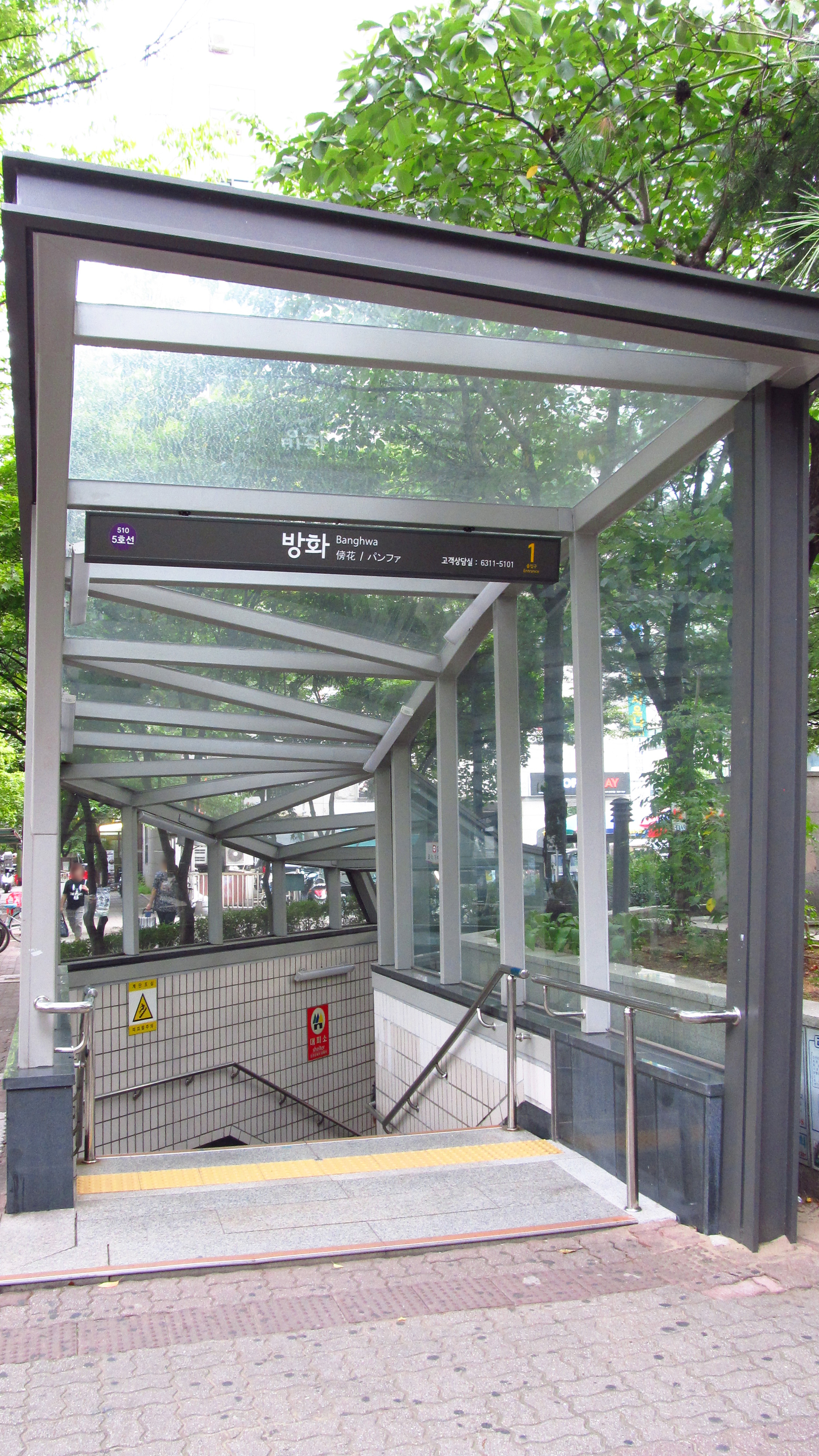
1號出口
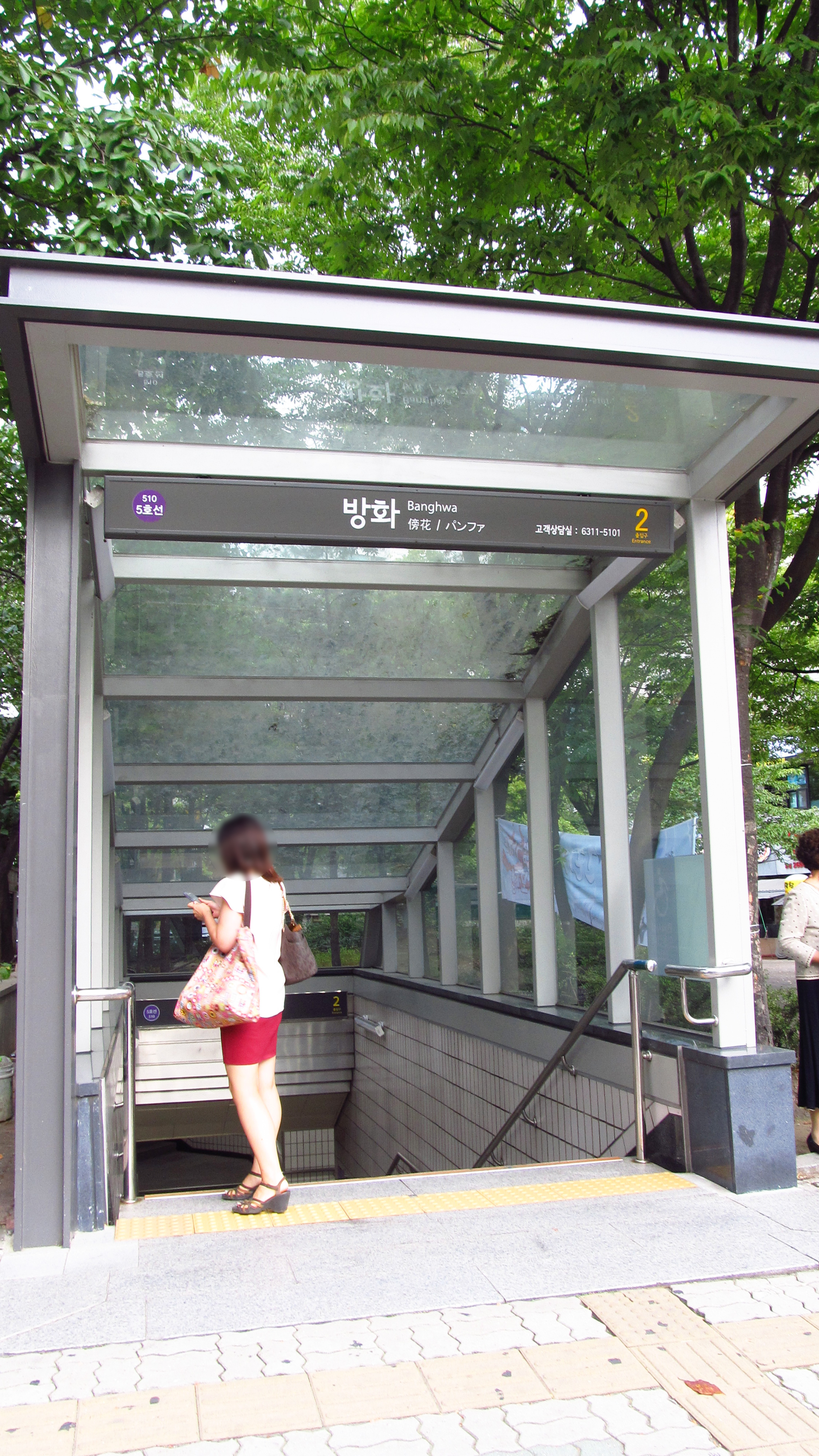
2號出口
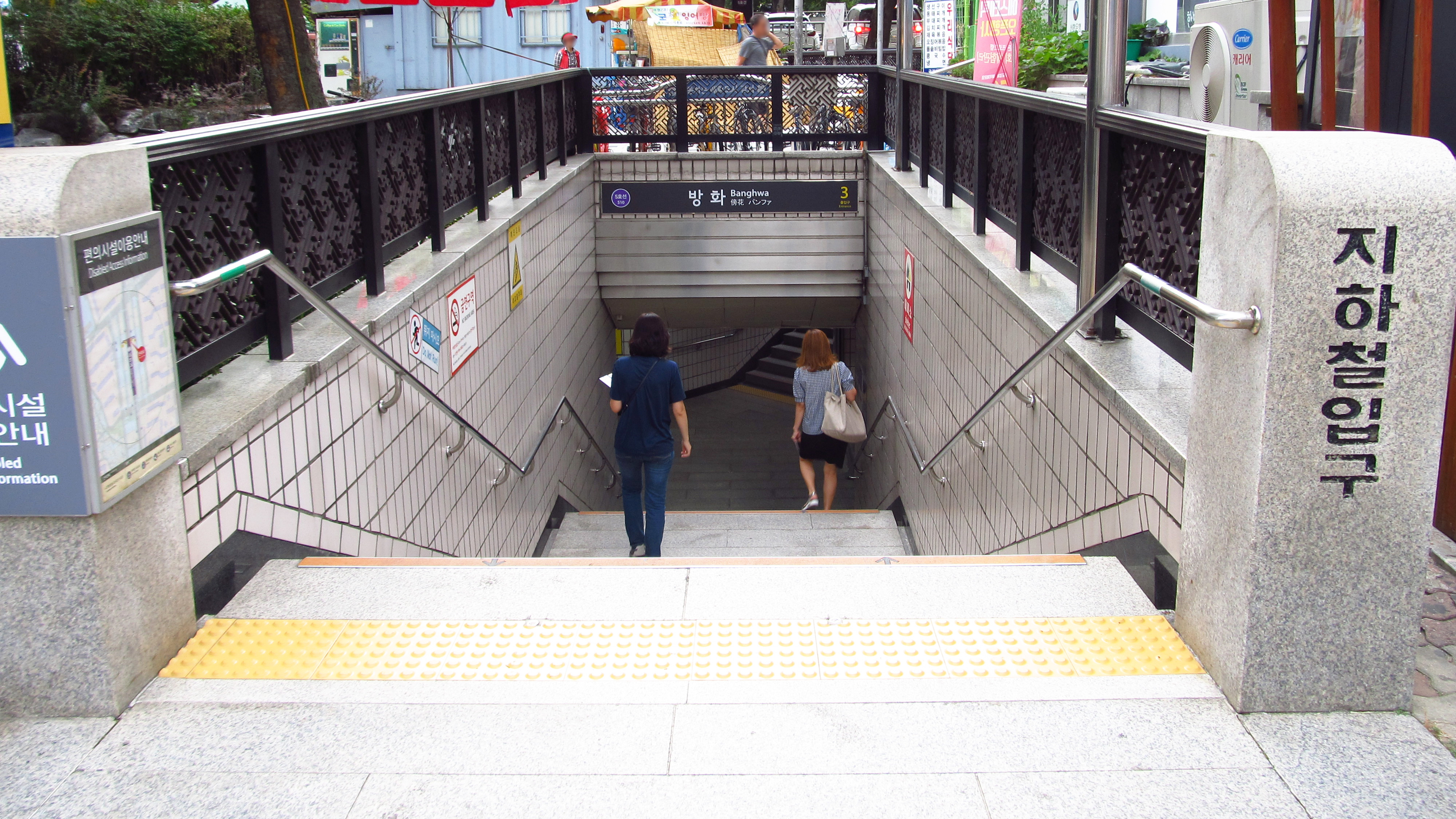
3號出口
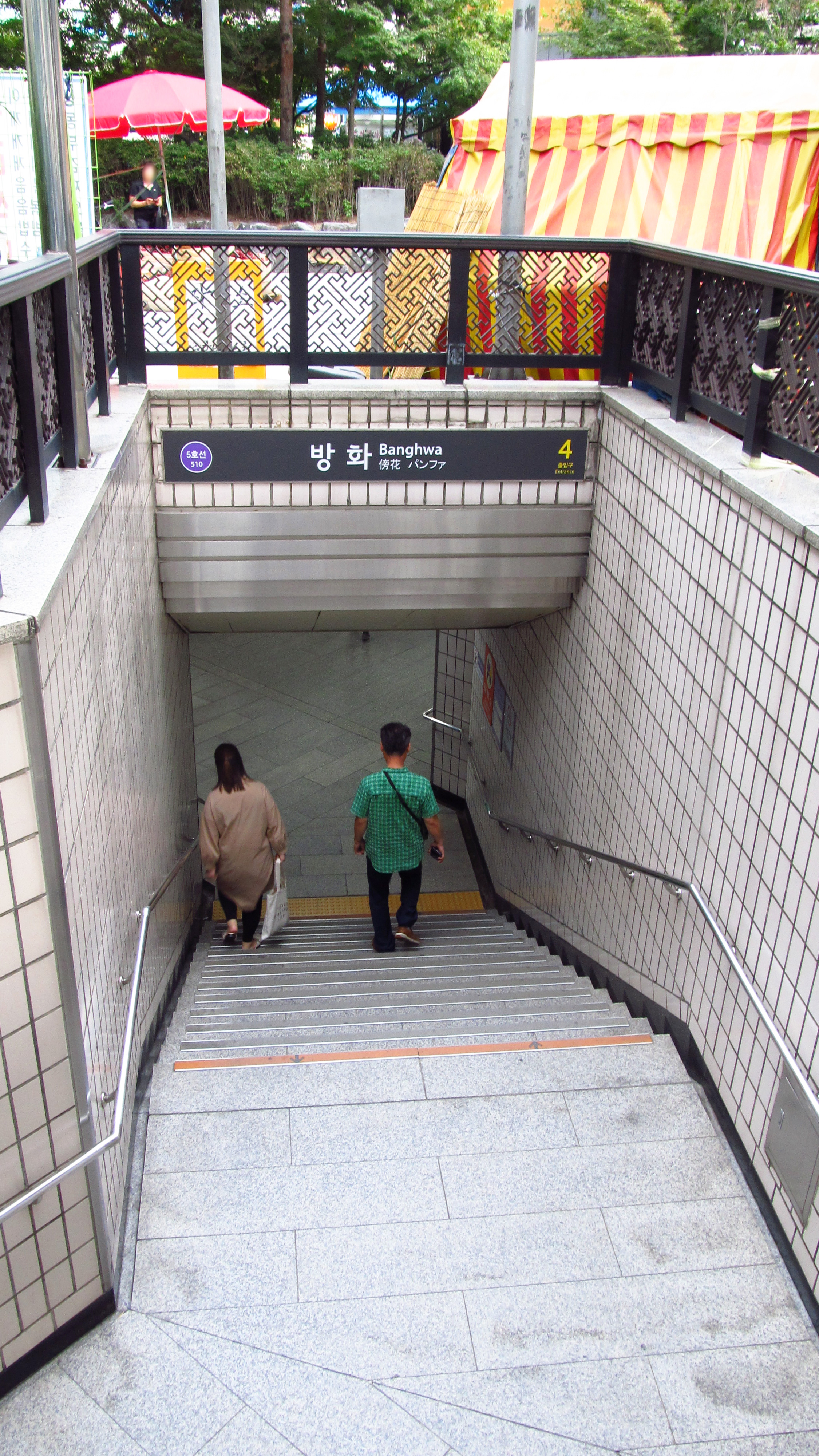
4號出口

## 相鄰車站
首爾交通公社
●首都圈電鐵5號線
傍花（510）－開花山（511）